# Вайолет, Тесса
Те́сса Ва́йолет Уи́льямс (англ. Tessa Violet Williams; род. 20 марта 1990 года, Чикаго, Иллинойс, США) ― американский видеоблогер (ютубер), певица и автор песен.

## Биография
Детство и юность провела в Орегоне. Будучи ученицей в средней школе, выступала в театральном кружке. В 2008 году окончила среднюю школу Ашленда, будучи членом Национального общества почёта (школьной организации, созданной для объединения хорошо успевающих учеников). Начала вести блог в 2007 году в возрасте 17 лет. Первоначально делала это ради школьного проекта, хотя вскоре, когда она отправилась в поездку в Гонконг и Таиланд в качестве фотомодели, начала уделять ему внимание ежедневно. Хотя её Youtube-канал начинался как видеоблог, впоследствии переключилась на исполнение каверов таких известных групп, как Relient K , Family Force 5 и Mika, а также записывала свои собственные песни. К 2009 году Вайолет полностью отошла от модельного бизнеса и с тех пор не поднимала эту тему на своём канале.
Говоря о себе, она обычно употребляет выражение «умственный гик» (Mind Geek), ссылаясь на свои стереотипно «гиковые» интересы: среди них она называет серии игр Digimon и The Legend of Zelda, серию фильмов «Звёздные войны», сериалы «Звёздный путь» и «Доктор Кто», а также романы о Гарри Поттере.
Осенью 2008 года, находясь в Сеуле, Вайолет перешла к более традиционному формату видеоблоггинга, основанному на меньших затратах. Сосредоточив своё внимание на рассказах из жизни, музыкальных видео и пародиях, одним из её самых популярных в то время стали два последовательных видео, в которых она играла себя и своё безумное альтер эго. Эти двое говорили друг с другом о том, как они одержимы другом и другими друзьями-блогерами YouTube, WhatAboutAdam и Frezned.
В 2009 году Тесса переехала в Нью-Йорк. При обработке видео использовала Maker Studios. В 2010 и 2012 годах она также приобрела большую популярность благодаря своим видео с синхронизацией губ и музыкальным клипам с собственным участием.
В 2009 году Вайолет выиграла 100 000 долларов на конкурсе YouTube, выложив наиболее комментируемое видео. Сосед по комнате её двоюродного брата, Рэй Уильям Джонсон, имевший на тот момент самый посещаемый канал в YouTube, призвал своих зрителей поддержать Вайолет на этом конкурсе.

### Кинематограф
В 2016 году Вайолет приняла участие в съемках инди-фильма «Разводитель», для которого она написала песню «Cash Cash Money» и сыграла роль Триши.

### Интернет-мем
В начале 2019 года Тесса Вайолет стала интернет-мемом в среде русских националистов, которые начали массово публиковать её фотографии и видеоклипы с использованием популярного лозунга «Русские, вперёд!» и в шутку провозгласили её «царицей Русского национального государства» (РНГ), позднее мем начал активно распространяться и в других сообществах ВКонтакте.
На концерте Вайолет в Москве  во время исполнения главного хита исполнительницы «Crush» зал вместо строчек из припева начал скандировать «Русские вперёд! Русские вперёд!». Певица не поддержала это движение, сравнив его со сторонниками Дональда Трампа.

## Дискография

### Студийные альбомы
| Название                      | Описание                                                                               | Высшая позиция в чартах | Высшая позиция в чартах |
| Название                      | Описание                                                                               | US Heat                 | US Indie                |
| ----------------------------- | -------------------------------------------------------------------------------------- | ----------------------- | ----------------------- |
| Maybe Trapped Mostly Troubled | - Релиз: 18 марта 2014 - Лейбл: Maker Music - Формат: LP, CD-R, цифровая загрузка      | 10                      | 47                      |
| Bad Ideas                     | - Релиз: 25 окьября 2019 - Лейбл: T∆G Music - Формат: LP, цифровая загрузка, стриминг  | 19                      | 48                      |
| My God!                       | - Релиз: 14 июля 2023 - Лейбл: T∆G Music - Формат: LP, CD, цифровая загрузка, стриминг | —                       | —                       |

### Совместные альбомы
| Название                                           | Описание                                                               |
| -------------------------------------------------- | ---------------------------------------------------------------------- |
| You and Christmas (какPучастник eople You Know)    | - Релиз: 11 ноября 2014 - Лейбл: саморелиз - Формат: цифровая загрузка |
| Leaves and Branches (как участник People You Know) | - Релиз: 23 июля 2015 - Лейбл: саморелиз - Формат: цифровая загрузка   |

### Мини-альбомы
| Название                | Описание                                                                   |
| ----------------------- | -------------------------------------------------------------------------- |
| Halloway                | - Релиз: 18 марта 2016 - Лейбл: саморелиз - Формат: CD, цифровая загрузка  |
| Halloway B-Sides        | - Релиз: 22 апреля 2018 - Лейбл: саморелиз - Формат: цифровая загрузка     |
| Bad Ideas (Act One)     | - Релиз: 26 июля2019 - Лейбл: T∆G Music - Формат: винил, цифровая загрузка |
| Bad Ideas - The Remixes | - Релиз: 26 июля 2019 - Лейбл: T∆G Music - Формат: цифровая загрузка       |

### Синглы

#### В качестве ведущего исполнителя
| Название                                         | Год  | Альбом                      |
| ------------------------------------------------ | ---- | --------------------------- |
| "Dream"                                          | 2016 | Halloway                    |
| "Not Over You"                                   | 2016 | Halloway                    |
| "Crush"                                          | 2018 | Bad Ideas                   |
| "Bad Ideas"                                      | 2018 | Bad Ideas                   |
| "I Like (the idea of) You"                       | 2019 | Bad Ideas                   |
| "Games" (При участии lovelytheband)              | 2019 | Bad Ideas                   |
| "Words Ain't Enough" (При участии Хлоя Мориондо) | 2019 | Bad Ideas                   |
| "Bored" (При участии MisterWives)                | 2019 | Bad Ideas                   |
| "Role Model" (совместноdс aysormay)              | 2020 | Сингл, не вошедшие в альбом |
| "Yes Mom"                                        | 2022 | My God!                     |
| "Breakdown"                                      | 2022 | My God!                     |
| "Kitchen Song"                                   | 2022 | My God!                     |
| "You Are Not My Friend"                          | 2023 | My God!                     |
| "My God!"                                        | 2023 | My God!                     |

#### В качестве приглашённого исполнителя
| Название                                                                      | Год  | Описание                     |
| ----------------------------------------------------------------------------- | ---- | ---------------------------- |
| "Where Did U Go" (Pop Culture совместно с Tessa Violet)                       | 2017 | Синглы, не вошедшие в альбом |
| "Crush + Someone Like You Mashup" (Pomplamoose совместно с Tessa Violet)      | 2018 | Синглы, не вошедшие в альбом |
| "Monster Mashup" (Pomplamoose совместно с Tessa Violet)                       | 2018 | Синглы, не вошедшие в альбом |
| "Smoke Signals" (Cavetown совместно с Tessa Violet)                           | 2020 | Синглы, не вошедшие в альбом |
| "New Invention" (I Don’t Know How But They Found Me совместно с Tessa Violet) | 2021 | Razzmatazz (Deluxe Edition)  |
| "GUMMY" (Will Joseph Cook совместно с Tessa Violet)                           | 2022 | Сингл, не вошедшие в альбом  |

#### Другие появления
| Название               | Год  | Другие исполнитель(и) | Альбом                                                |
| ---------------------- | ---- | --------------------- | ----------------------------------------------------- |
| "I Wan'na Be Like You" | 2016 | н/д                   | Everybody Loves Disney                                |
| "Cash Cash Money"      | 2016 | н/д                   | The Matchbreaker (Original Motion Picture Soundtrack) |
| "Feelings Are Fatal"   | 2019 | mxmtoon               | plum blossom (the edits)                              |

### Музыкальные клипы
| Title                                   | Год  | Режиссер                   |
| --------------------------------------- | ---- | -------------------------- |
| "Sorry I'm Not Sorry"                   | 2016 | Эван Спенсер Брюс          |
| "Dream"                                 | 2016 | Айзек Уайт                 |
| "Not Over You"                          | 2016 | Тесса Вайолет              |
| "Haze"                                  | 2016 | Шон О'Халлоран             |
| "On My Own"                             | 2016 | Шона Хаусон                |
| "I Don't Get to Say I Love You Anymore" | 2016 | Шон О'Халлоран             |
| "Crush"                                 | 2018 | Джордан Хармс и Айзек Уайт |
| "Bad Ideas"                             | 2018 | Джейд Элерс                |
| "I Like (the idea of) You"              | 2019 | Джейд Элерс                |
| "Games" (official lyric video)          | 2019 | Джейд Элерс                |
| "Bored"                                 | 2020 | Джейд Элерс                |
| "Words Ain't Enough"                    | 2020 | N/A                        |
| "Wishful Drinking"                      | 2020 | Рэйчел Рейзин              |
| "BAD BITCH"                             | 2023 | Мариэль и Марита Гомсруд   |
| "MY GOD!"                               | 2023 | Линдси Блейн               |

### Каверы
| Название                                   | Оригинальный исполнитель | Год  |
| ------------------------------------------ | ------------------------ | ---- |
| "Boats and Birds"                          | Gregory and the Hawk     | 2016 |
| "I Wan'na Be Like You"                     | Disney Songs             | 2016 |
| "Lonely Boy"                               | The Black Keys           | 2016 |
| "So This is Love" (При участии Jon Cozart) | N/A                      | 2016 |
| "Moon Song" (При участии Hazel Hayes)      | Karen O                  | 2016 |
| "Your Life Over Mine"                      | Bry                      | 2017 |
| "Pity Party"                               | Melanie Martinez         | 2017 |
| "Cannibal Queen"                           | Miniature Tigers         | 2017 |
| "Teenage Dream" (При участии Dodie)        | Katy Perry               | 2017 |
| "Crazy" (При участии Dodie)                | Patsy Cline              | 2017 |

## Комментарии
1. ↑  Псевдоним образован из личного и среднего имён